# Flavia Domitilla
Pour les articles homonymes, voir Flavia Domitilla (homonymie) et Flavie.
Flavia Domitilla ou  Flavie Domitille, plus simplement appelée Domitille, est un membre de la famille impériale romaine des Flaviens, morte après 95, mentionnée par des historiens des trois premiers siècles. Fille de Domitille la Jeune, et donc petite fille de l'empereur romain Vespasien (69–79) et nièce des empereurs Titus (79–81) et Domitien (81–96), elle épouse son cousin le consul romain Titus Flavius Clemens (vers 50 – 95). Dion Cassius dit qu'elle fut accusée d'« athéisme » (ce qui signifiait le christianisme, du point de vue païen officiel) et reléguée à une île.
L'historien ecclésiastique Eusèbe de Césarée (vers 265 – 339) parle de Flavia Domitilla, non comme épouse mais comme nièce du consul, reléguée sur une île parce qu'elle s'est professée chrétienne. Sur la question s'il s'agit en réalité de la même personne les historiens divergent.
Les légendaires Actes des saints Nérée et Achillée du Ve ou VIe siècle parlent d'une Flavia Domitilla, vierge et martyre, qui a été identifiée avec la supposée nièce de Domitien, sans qu'il y en a une preuve historique formelle. Concernant celle-ci, voir Flavia Domitilla (fille de Plautilla).
Il y a également une tradition juive concernant Flavia Domitille.
Tant l'Église catholique que les Églises orthodoxes vénèrent sainte Domitille et la célèbrent respectivement les 7 et 12 mai. Pour les Églises orthodoxes, la sainte est l'épouse du consul. Pour l'Église catholique, la sainte est sa nièce.

## Sources classiques
Flavia Domitilla, fille de Domitille la Jeune et donc petite fille de Vespasien et nièce de Titus et Domitien épouse son cousin Titus Flavius Clemens,, un petit-neveu de Vespasien. Ils ont sept enfants dont deux des fils, tous deux appelés Titus Flavius, nés vers 88 et 90, qui sont éduqués par Quintilien (35–96). On suppose que c'est pour cette raison que les ornamenta consularia ont été décernés à Quintilien,. Selon Suétone dans la Vie des douze Césars, Domitien les a ouvertement reconnus, alors qu'ils étaient très jeunes, comme ses successeurs, changeant leur nom, l'un en Vespasien et l'autre en Domitien.
Titus Flavius Clemens est consul en 95 avec Domitien, mais ce dernier le fait exécuter dès la fin de son consulat, qui se termine le 1er mai 95 pour ce que Suétone (vers 70 – vers 122) appelle une raison futile. L'historien grec Dion Cassius (vers 155 - après 235) dit que c'est parce que Flavius Clemens et sa femme étaient accusés « d'athéisme, accusation qui fit condamner également beaucoup d'autres personnes convaincues de s'être laissées entraîner aux coutumes des Juifs », que Flavius Clemens a été exécuté et sa femme Flavia Domitilla, « parente » (συγγενῆ) de Domitien, a été exilée à l'île de Pandateria.
Suétone, dans sa Vie de Domitien, dit que Stephanus/Στέφανος/Étienne, l'assassin principal de l'empereur le 18 septembre 96, était intendant d'une Domitille, dame si bien connue par les lecteurs que pour Suétone il suffit de la nommer sans en dire rien de plus.
Dans sa Vie d'Apollonios de Tyane, Philostrate d'Athènes (mort vers 244/249) dit que Clemens a eu pour femme une sœur de Domitien — et donc de Titus — :

« Le moment était venu où les dieux allaient précipiter Domitien du haut de sa puissance. Il venait de faire périr Clément, personnage consulaire, auquel il avait donné sa sœur en mariage; et trois ou quatre jours après, il avait donné l'ordre de mettre à mort la veuve de Clément. Étienne, affranchi de cette matrone, qui était désigné par le signe céleste, soit pour venger la première victime, soit pour sauver les survivants, conçut contre le tyran un projet aussi hardi que celui des plus fiers citoyens d'Athènes (Vie d'Apollonios de Tyane, livre VIII, chapitre 25), »

Il semble que Philostrate se soit trompé, car nous savons par Suétone que Domitille la Jeune, la sœur de Domitien, mourut avant que son père Vespasien ne parvînt à l'empire. Et par Quintilien nous savons que Domitien lui confia les petits-fils de sa sœur, les fils de Flavius Clemens. Donc l'épouse de ceci est la fille de la sœur de l'empereur, non pas sa sœur,,.
Il est aussi possible que l'erreur ne soit pas de Philostrate mais d'un copiste de son texte, qui aurait changé άδελφιδήν (nièce) en άδελφήν (sœur).

## Épigraphie
Il semble que ce soit son nom qu'on a donné aux catacombes de Domitilla. Sur le terrain où ces catacombes ont ensuite été creusées, on a trouvé « deux inscriptions mentionnant des concessions faites en vue de sépulture e beneficio et ex indulgentia Flaviae Domitillae », c'est-à-dire grâce à la générosité de Flavia Domitilla. Dans le voisinage, on avait déjà trouvé au XVIe siècle l'épitaphe en vers du nain phrygien Hector, dévot de Cybèle et d'Attis, d'abord cocher et lutteur, puis, semble-t-il, bouffon au service de Domitille, qu'il remercie, dans son inscription funéraire, d'avoir permis que son petit corps pût reposer dans une terre non exiguë. Flavia Domitilla prit donc une part active à la destination funéraire de sa propriété de la voie Ardéatine,, et ces concessions furent le point de départ des catacombes de Ste Domitille, le plus grand cimetière chrétien de la Rome souterraine.
À cette époque, la catacombe n'existe pas encore et les inhumations ont lieu sur le terrain qui dans la terminologie chrétienne va devenir plus tard un des cœmeteria (dortoirs), puisque dans la croyance des premiers chrétiens, les morts étaient seulement endormis jusqu'au retour imminent de Jésus-Christ. C'est aussi sur ce terrain qu'a été enseveli sainte Pétronille, peut-être une descendante de Titus Flavius Petro, le grand-père de l'empereur Vespasien. Vers 96, c'est à côté de cette tombe que sont ensevelis les saints Nérée et Achillée, associés ensuite légendairement à une sainte Flavia Domitilla.
Une Flavia Domitilla, peut-être la même que la propriétaire du terrain du cimetière, possédait probablement une résidence sur le mont Palatin où on a retrouvé plusieurs tuiles estampillées à son nom,.

### Le souvenir de Domitille et les catacombes
Encore aujourd'hui, « le souvenir de Flavia Domitilla continue à être lié aux sépultures chrétiennes de la catacombe. » de Domitille composée de 12 kilomètres de galeries souterraines, le plus ancien des réseaux funéraires souterrains de Rome. « Elles fournissent également un aperçu étendu de toutes les phases et phénomènes d'une nécropole paléochrétienne. » On y trouve notamment une fresque de la Dernière Cène datant du IIe siècle. Des tombes païennes isolées et des sépultures anonymes de la communauté chrétienne ont contribué à former un immense réseau de galeries au IVe siècle.
Ainsi le texte de la dalle de fermeture d'un loculus postérieure au IVe siècle mentionne encore le nom de Domitille, plus de deux siècles après sa mort. « Les guides de pèlerins du haut Moyen Âge, ainsi que les légendes hagiographiques » témoignent aussi du lien entre le cimetière et le souvenir de Domitille. Ce sont des éléments significatifs; « en effet, dans la majeure partie des cas, la topographie cémétériale chrétienne de Rome conserve le souvenir de l'évergète qui a offert des lots de terrains pour la création de sépultures destinées aux membres de la communauté chrétienne. » Domitille a donc très probablement fait des séries de donations « d'une part à la communauté chrétienne, et, d'autre-part et surtout, à des particuliers dont certains ne sont devenus chrétiens que plus tard. »

## Arbre généalogique
|              |              |              |              |                       |                       | Titus Flavius Petro (fl Ier siècle av. J.-C.) | Titus Flavius Petro (fl Ier siècle av. J.-C.) | Titus Flavius Petro (fl Ier siècle av. J.-C.)              | Titus Flavius Petro (fl Ier siècle av. J.-C.)              | Titus Flavius Petro (fl Ier siècle av. J.-C.)              | Titus Flavius Petro (fl Ier siècle av. J.-C.)              |                                                                              |                                                                              |                                                                              |                                                                              |                                                                              |                                                                              | Tertulla, fille de Tertullus          | Tertulla, fille de Tertullus          | Tertulla, fille de Tertullus          | Tertulla, fille de Tertullus          | Tertulla, fille de Tertullus | Tertulla, fille de Tertullus |                                            |                                            |                                            |                                            |                                            |                                            |                                  |                                  |                                  |                                  |  |  |                                                                          |                                                                          |                                                                          |                                                                          |                                                                          |                                                                          |
|              |              |              |              |                       |                       | Titus Flavius Petro (fl Ier siècle av. J.-C.) | Titus Flavius Petro (fl Ier siècle av. J.-C.) | Titus Flavius Petro (fl Ier siècle av. J.-C.)              | Titus Flavius Petro (fl Ier siècle av. J.-C.)              | Titus Flavius Petro (fl Ier siècle av. J.-C.)              | Titus Flavius Petro (fl Ier siècle av. J.-C.)              |                                                                              |                                                                              |                                                                              |                                                                              |                                                                              |                                                                              | Tertulla, fille de Tertullus          | Tertulla, fille de Tertullus          | Tertulla, fille de Tertullus          | Tertulla, fille de Tertullus          | Tertulla, fille de Tertullus | Tertulla, fille de Tertullus |                                            |                                            |                                            |                                            |                                            |                                            |                                  |                                  |                                  |                                  |  |  |                                                                          |                                                                          |                                                                          |                                                                          |                                                                          |                                                                          |
|              |              |              |              |                       |                       |                                               |                                               |                                                            |                                                            |                                                            |                                                            |                                                                              |                                                                              |                                                                              |                                                                              |                                                                              |                                                                              |                                       |                                       |                                       |                                       |                              |                              |                                            |                                            |                                            |                                            |                                            |                                            |                                  |                                  |                                  |                                  |  |  |                                                                          |                                                                          |                                                                          |                                                                          |                                                                          |                                                                          |
|              |              |              |              | Vespasia Polla (en)   | Vespasia Polla (en)   | Vespasia Polla (en)                           | Vespasia Polla (en)                           | Vespasia Polla (en)                                        | Vespasia Polla (en)                                        |                                                            |                                                            | Titus Flavius Sabinus (fl. Ier siècle av. J.-C.)                             | Titus Flavius Sabinus (fl. Ier siècle av. J.-C.)                             | Titus Flavius Sabinus (fl. Ier siècle av. J.-C.)                             | Titus Flavius Sabinus (fl. Ier siècle av. J.-C.)                             | Titus Flavius Sabinus (fl. Ier siècle av. J.-C.)                             | Titus Flavius Sabinus (fl. Ier siècle av. J.-C.)                             |                                       |                                       |                                       |                                       |                              |                              |                                            |                                            |                                            |                                            |                                            |                                            |                                  |                                  |                                  |                                  |  |  |                                                                          |                                                                          |                                                                          |                                                                          |                                                                          |                                                                          |
|              |              |              |              | Vespasia Polla (en)   | Vespasia Polla (en)   | Vespasia Polla (en)                           | Vespasia Polla (en)                           | Vespasia Polla (en)                                        | Vespasia Polla (en)                                        |                                                            |                                                            | Titus Flavius Sabinus (fl. Ier siècle av. J.-C.)                             | Titus Flavius Sabinus (fl. Ier siècle av. J.-C.)                             | Titus Flavius Sabinus (fl. Ier siècle av. J.-C.)                             | Titus Flavius Sabinus (fl. Ier siècle av. J.-C.)                             | Titus Flavius Sabinus (fl. Ier siècle av. J.-C.)                             | Titus Flavius Sabinus (fl. Ier siècle av. J.-C.)                             |                                       |                                       |                                       |                                       |                              |                              |                                            |                                            |                                            |                                            |                                            |                                            |                                  |                                  |                                  |                                  |  |  |                                                                          |                                                                          |                                                                          |                                                                          |                                                                          |                                                                          |
|              |              |              |              |                       |                       |                                               |                                               |                                                            |                                                            |                                                            |                                                            |                                                                              |                                                                              |                                                                              |                                                                              |                                                                              |                                                                              |                                       |                                       |                                       |                                       |                              |                              |                                            |                                            |                                            |                                            |                                            |                                            |                                  |                                  |                                  |                                  |  |  |                                                                          |                                                                          |                                                                          |                                                                          |                                                                          |                                                                          |
|              |              |              |              |                       |                       |                                               |                                               |                                                            |                                                            |                                                            |                                                            |                                                                              |                                                                              |                                                                              |                                                                              |                                                                              |                                                                              |                                       |                                       |                                       |                                       |                              |                              |                                            |                                            |                                            |                                            |                                            |                                            |                                  |                                  |                                  |                                  |  |  |                                                                          |                                                                          |                                                                          |                                                                          |                                                                          |                                                                          |
|              |              |              |              | Titus Flavius Sabinus | Titus Flavius Sabinus | Titus Flavius Sabinus                         | Titus Flavius Sabinus                         | Titus Flavius Sabinus                                      | Titus Flavius Sabinus                                      |                                                            |                                                            | Titus Flavius Vespasianus (empereur Vespasien) (17 novembre 69 – 23 juin 79) | Titus Flavius Vespasianus (empereur Vespasien) (17 novembre 69 – 23 juin 79) | Titus Flavius Vespasianus (empereur Vespasien) (17 novembre 69 – 23 juin 79) | Titus Flavius Vespasianus (empereur Vespasien) (17 novembre 69 – 23 juin 79) | Titus Flavius Vespasianus (empereur Vespasien) (17 novembre 69 – 23 juin 79) | Titus Flavius Vespasianus (empereur Vespasien) (17 novembre 69 – 23 juin 79) |                                       |                                       |                                       |                                       |                              |                              | Domitilla l'Aînée                          | Domitilla l'Aînée                          | Domitilla l'Aînée                          | Domitilla l'Aînée                          | Domitilla l'Aînée                          | Domitilla l'Aînée                          |                                  |                                  |                                  |                                  |  |  |                                                                          |                                                                          |                                                                          |                                                                          |                                                                          |                                                                          |
|              |              |              |              | Titus Flavius Sabinus | Titus Flavius Sabinus | Titus Flavius Sabinus                         | Titus Flavius Sabinus                         | Titus Flavius Sabinus                                      | Titus Flavius Sabinus                                      |                                                            |                                                            | Titus Flavius Vespasianus (empereur Vespasien) (17 novembre 69 – 23 juin 79) | Titus Flavius Vespasianus (empereur Vespasien) (17 novembre 69 – 23 juin 79) | Titus Flavius Vespasianus (empereur Vespasien) (17 novembre 69 – 23 juin 79) | Titus Flavius Vespasianus (empereur Vespasien) (17 novembre 69 – 23 juin 79) | Titus Flavius Vespasianus (empereur Vespasien) (17 novembre 69 – 23 juin 79) | Titus Flavius Vespasianus (empereur Vespasien) (17 novembre 69 – 23 juin 79) |                                       |                                       |                                       |                                       |                              |                              | Domitilla l'Aînée                          | Domitilla l'Aînée                          | Domitilla l'Aînée                          | Domitilla l'Aînée                          | Domitilla l'Aînée                          | Domitilla l'Aînée                          |                                  |                                  |                                  |                                  |  |  |                                                                          |                                                                          |                                                                          |                                                                          |                                                                          |                                                                          |
|              |              |              |              |                       |                       |                                               |                                               |                                                            |                                                            |                                                            |                                                            |                                                                              |                                                                              |                                                                              |                                                                              |                                                                              |                                                                              |                                       |                                       |                                       |                                       |                              |                              |                                            |                                            |                                            |                                            |                                            |                                            |                                  |                                  |                                  |                                  |  |  |                                                                          |                                                                          |                                                                          |                                                                          |                                                                          |                                                                          |
|              |              |              |              |                       |                       |                                               |                                               |                                                            |                                                            |                                                            |                                                            |                                                                              |                                                                              |                                                                              |                                                                              |                                                                              |                                                                              |                                       |                                       |                                       |                                       |                              |                              |                                            |                                            |                                            |                                            |                                            |                                            |                                  |                                  |                                  |                                  |  |  |                                                                          |                                                                          |                                                                          |                                                                          |                                                                          |                                                                          |
|              |              |              |              | Titus Flavius Sabinus | Titus Flavius Sabinus | Titus Flavius Sabinus                         | Titus Flavius Sabinus                         | Titus Flavius Sabinus                                      | Titus Flavius Sabinus                                      |                                                            |                                                            | Titus Flavius Vespasianus (empereur Titus) (30 déc. 79 – 13 sept. 81)        | Titus Flavius Vespasianus (empereur Titus) (30 déc. 79 – 13 sept. 81)        | Titus Flavius Vespasianus (empereur Titus) (30 déc. 79 – 13 sept. 81)        | Titus Flavius Vespasianus (empereur Titus) (30 déc. 79 – 13 sept. 81)        | Titus Flavius Vespasianus (empereur Titus) (30 déc. 79 – 13 sept. 81)        | Titus Flavius Vespasianus (empereur Titus) (30 déc. 79 – 13 sept. 81)        |                                       |                                       | Domitilla la Jeune                    | Domitilla la Jeune                    | Domitilla la Jeune           | Domitilla la Jeune           | Domitilla la Jeune                         | Domitilla la Jeune                         |                                            |                                            | Quintus Petillius Cerialis ( ? )           | Quintus Petillius Cerialis ( ? )           | Quintus Petillius Cerialis ( ? ) | Quintus Petillius Cerialis ( ? ) | Quintus Petillius Cerialis ( ? ) | Quintus Petillius Cerialis ( ? ) |  |  | Titus Flavius Domitianus (empereur Domitien) (14 sept. 81 – 18 sept. 96) | Titus Flavius Domitianus (empereur Domitien) (14 sept. 81 – 18 sept. 96) | Titus Flavius Domitianus (empereur Domitien) (14 sept. 81 – 18 sept. 96) | Titus Flavius Domitianus (empereur Domitien) (14 sept. 81 – 18 sept. 96) | Titus Flavius Domitianus (empereur Domitien) (14 sept. 81 – 18 sept. 96) | Titus Flavius Domitianus (empereur Domitien) (14 sept. 81 – 18 sept. 96) |
|              |              |              |              | Titus Flavius Sabinus | Titus Flavius Sabinus | Titus Flavius Sabinus                         | Titus Flavius Sabinus                         | Titus Flavius Sabinus                                      | Titus Flavius Sabinus                                      |                                                            |                                                            | Titus Flavius Vespasianus (empereur Titus) (30 déc. 79 – 13 sept. 81)        | Titus Flavius Vespasianus (empereur Titus) (30 déc. 79 – 13 sept. 81)        | Titus Flavius Vespasianus (empereur Titus) (30 déc. 79 – 13 sept. 81)        | Titus Flavius Vespasianus (empereur Titus) (30 déc. 79 – 13 sept. 81)        | Titus Flavius Vespasianus (empereur Titus) (30 déc. 79 – 13 sept. 81)        | Titus Flavius Vespasianus (empereur Titus) (30 déc. 79 – 13 sept. 81)        |                                       |                                       | Domitilla la Jeune                    | Domitilla la Jeune                    | Domitilla la Jeune           | Domitilla la Jeune           | Domitilla la Jeune                         | Domitilla la Jeune                         |                                            |                                            | Quintus Petillius Cerialis ( ? )           | Quintus Petillius Cerialis ( ? )           | Quintus Petillius Cerialis ( ? ) | Quintus Petillius Cerialis ( ? ) | Quintus Petillius Cerialis ( ? ) | Quintus Petillius Cerialis ( ? ) |  |  | Titus Flavius Domitianus (empereur Domitien) (14 sept. 81 – 18 sept. 96) | Titus Flavius Domitianus (empereur Domitien) (14 sept. 81 – 18 sept. 96) | Titus Flavius Domitianus (empereur Domitien) (14 sept. 81 – 18 sept. 96) | Titus Flavius Domitianus (empereur Domitien) (14 sept. 81 – 18 sept. 96) | Titus Flavius Domitianus (empereur Domitien) (14 sept. 81 – 18 sept. 96) | Titus Flavius Domitianus (empereur Domitien) (14 sept. 81 – 18 sept. 96) |
|              |              |              |              |                       |                       |                                               |                                               |                                                            |                                                            |                                                            |                                                            |                                                                              |                                                                              |                                                                              |                                                                              |                                                                              |                                                                              |                                       |                                       |                                       |                                       |                              |                              |                                            |                                            |                                            |                                            |                                            |                                            |                                  |                                  |                                  |                                  |  |  |                                                                          |                                                                          |                                                                          |                                                                          |                                                                          |                                                                          |
|              |              |              |              |                       |                       |                                               |                                               |                                                            |                                                            |                                                            |                                                            |                                                                              |                                                                              |                                                                              |                                                                              |                                                                              |                                                                              |                                       |                                       |                                       |                                       |                              |                              |                                            |                                            |                                            |                                            |                                            |                                            |                                  |                                  |                                  |                                  |  |  |                                                                          |                                                                          |                                                                          |                                                                          |                                                                          |                                                                          |
|              |              |              |              |                       |                       |                                               |                                               |                                                            |                                                            |                                                            |                                                            |                                                                              |                                                                              |                                                                              |                                                                              |                                                                              |                                                                              |                                       |                                       |                                       |                                       |                              |                              |                                            |                                            |                                            |                                            |                                            |                                            |                                  |                                  |                                  |                                  |  |  |                                                                          |                                                                          |                                                                          |                                                                          |                                                                          |                                                                          |
|              |              |              |              |                       |                       |                                               |                                               |                                                            |                                                            |                                                            |                                                            |                                                                              |                                                                              |                                                                              |                                                                              |                                                                              |                                                                              |                                       |                                       |                                       |                                       |                              |                              |                                            |                                            |                                            |                                            |                                            |                                            |                                  |                                  |                                  |                                  |  |  |                                                                          |                                                                          |                                                                          |                                                                          |                                                                          |                                                                          |
| Julia Flavia | Julia Flavia | Julia Flavia | Julia Flavia | Julia Flavia          | Julia Flavia          |                                               |                                               | Titus Flavius Sabinus marié à Julia Flavia, fille de Titus | Titus Flavius Sabinus marié à Julia Flavia, fille de Titus | Titus Flavius Sabinus marié à Julia Flavia, fille de Titus | Titus Flavius Sabinus marié à Julia Flavia, fille de Titus | Titus Flavius Sabinus marié à Julia Flavia, fille de Titus                   | Titus Flavius Sabinus marié à Julia Flavia, fille de Titus                   |                                                                              |                                                                              | Titus Flavius Clemens (exécuté en 95)                                        | Titus Flavius Clemens (exécuté en 95)                                        | Titus Flavius Clemens (exécuté en 95) | Titus Flavius Clemens (exécuté en 95) | Titus Flavius Clemens (exécuté en 95) | Titus Flavius Clemens (exécuté en 95) |                              |                              | Flavia Domitilla propriétaire du cimetière | Flavia Domitilla propriétaire du cimetière | Flavia Domitilla propriétaire du cimetière | Flavia Domitilla propriétaire du cimetière | Flavia Domitilla propriétaire du cimetière | Flavia Domitilla propriétaire du cimetière |                                  |                                  |                                  |                                  |  |  |                                                                          |                                                                          |                                                                          |                                                                          |                                                                          |                                                                          |
| Julia Flavia | Julia Flavia | Julia Flavia | Julia Flavia | Julia Flavia          | Julia Flavia          |                                               |                                               | Titus Flavius Sabinus marié à Julia Flavia, fille de Titus | Titus Flavius Sabinus marié à Julia Flavia, fille de Titus | Titus Flavius Sabinus marié à Julia Flavia, fille de Titus | Titus Flavius Sabinus marié à Julia Flavia, fille de Titus | Titus Flavius Sabinus marié à Julia Flavia, fille de Titus                   | Titus Flavius Sabinus marié à Julia Flavia, fille de Titus                   |                                                                              |                                                                              | Titus Flavius Clemens (exécuté en 95)                                        | Titus Flavius Clemens (exécuté en 95)                                        | Titus Flavius Clemens (exécuté en 95) | Titus Flavius Clemens (exécuté en 95) | Titus Flavius Clemens (exécuté en 95) | Titus Flavius Clemens (exécuté en 95) |                              |                              | Flavia Domitilla propriétaire du cimetière | Flavia Domitilla propriétaire du cimetière | Flavia Domitilla propriétaire du cimetière | Flavia Domitilla propriétaire du cimetière | Flavia Domitilla propriétaire du cimetière | Flavia Domitilla propriétaire du cimetière |                                  |                                  |                                  |                                  |  |  |                                                                          |                                                                          |                                                                          |                                                                          |                                                                          |                                                                          |

## Tradition juive
Des auteurs juifs médiévaux ont identifié la femme du consul appelé Kelomenos dans le Talmud à Flavia Domitilla et son mari Kelomenos à Titus Flavius Clemens, considérés comme des convertis au judaïsme. Kelomenos étant une déformation possible du nom Clemens. Toutefois certains historiens comme Simon Claude Mimouni estiment que cette identification n'est pas assurée dans la mesure où il semble y avoir eu de nombreux Clemens. D'autres critiques, font remarquer que dans le Talmud la femme de Kelomenos/Clemens est une sœur de Titus, alors que Flavia Domitilla n'est pas une sœur de Titus, mais sa nièce. Gsell dit : « Le rapprochement est très forcé et ne semble pas pouvoir être accepté ».

## Tradition chrétienne ancienne
Eusèbe de Césarée (vers 265 – vers 340), dans son Histoire ecclésiastique affirme en relation à l'empereur Domitien : 

« Dans ces temps-là, l'enseignement de notre foi était tellement éclatant que même les historiens étrangers à notre doctrine n'hésitent pas à rapporter dans leurs histoires la persécution et les témoignages qui y furent rendus; ils en ont indiqué la date très exactement, et ils racontent que la quinzième année de Domitien, Flavia Domitilla fille d'une sœur de Flavius Clemens, un des consuls de Rome à cette date, fut elle aussi, avec un très grand nombre d'autres, reléguée dans l'île Pontia par punition, à cause du témoignage (rendu) au Christ »

Aussi dans sa Chronique Eusèbe dit, selon la traduction faite par Jérôme (vers 347 – 420) : 

« Bruttius écrit que de très nombreux chrétiens ont été martyrisés sous Domitien, parmi lesquels aussi Flavia Domitilla, nièce du consul Flavius Clemens de la part de sa sœur (Flavii Clementis consulis ex sorore neptem), qui a été déportée dans l'île de Pontia, parce qu'elle s'est déclarée chrétienne »

Sur la base d'informations dérivées indirectement d'Eusèbe, Georges le Syncelle (vers 900) affirme: 

« De nombreux chrétiens ont été martyrisés sous Domitien, comme écrit Brettios, parmi lesquels aussi Flavia Domitilla nièce/cousine (ἐξαδέλφη) du consul Flavius Clemens est déportée comme chrétienne à l'île de Pontia »

Ainsi Eusèbe semble attribuer à un écrivain non chrétien, nommé en latin Bruttius, en grec Βρέττιος, l'affirmation de l'existence d'une victime de Domitien, une chrétienne dont la parenté avec Flavius Clemens est décrite, non pas comme épouse, mais comme fille de sœur (traduction de Jérôme) ou comme ἐξαδέλφη, terme ambiguë qui peut signifier soit nièce ou cousine (indication de Georges le Syncelle).
En outre, tandis que Dion Cassius indique Pandataria comme l'île de l'exil de l'épouse de Flavius Clemens, Eusèbe dans son Histoire ecclésiastique et dans sa Chronique (selon les versions de Jérõme et du Syncelle) atteste de la relégation de la nièce du même Flavius Clemens à l'île de Pontia.
Giovanni Battista De Rossi proposa l'identification de ce Bruttius avec Gaius Bruttius Praesens (en), un auteur du IIe siècle, contemporain des faits dans sa jeunesse. Cette opinion est qualifiée comme traditionnelle. Mais d'autres observent que la coïncidence du nom ne suffit pas pour identifier ce Bruttius; et quelques-uns supposent même que l'œuvre attribuée à Bruttius a été écrite en réalité par un chrétien.
S. Jérôme rapporte aussi qu'à son époque ceux qui passaient par l'île de Pontia allaient voir, au moins pour intérêt touristique, les cellules où « Flavia Domitilla, la plus illustre femme de son siècle » était censée avoir passé son long exil dans l'île. De la veuve Paula il raconte : « Étant arrivée à l'île de Pontia, si célèbre par l'exil de Flavia Domitilla, la plus illustre femme de son siècle, laquelle y fut reléguée par l'empereur Domitien à cause qu'elle était chrétienne, et voyant les petites cellules où elle avait souffert un long martyre, il sembla que sa foi y prit des ailes, tant elle se sentit touchée du désir de voir Jérusalem et les lieux saints. Elle trouvait que les vents tardaient trop à lever, et il n'y avait point de diligence qui ne lui semblât fort lente »,.
Selon S. Jérôme, Domitille ne rentra pas d'exil alors que l'apôtre Jean de Zébédée fut libéré du sien dans l'île de Patmos, probablement peu après l'arrivée de Nerva au pouvoir (18 septembre 96). Et il parle d'un exil prolongé (« long martyre ») de Flavia Domitilla dans l'île, ce qui est incompatible avec la réalité historique: en 96, peu de temps après son accession au pouvoir Nerva a publié un rappel général de ceux que son prédécesseur avait condamné à l'exil.

## Christianisme ou judaïsme?
Ni Dion Cassius ni les auteurs chrétiens qui se réfèrent à Bruttius décrivent Flavius Clemens comme chrétien. Selon Peter Lampe, Suétone et Bruttius ne savaient rien de l'appartenance au christianisme de Titus Flavius Clemens. Pour Lampe, le silence de Bruttius est particulièrement éloquent, car celui-ci mentionne, comme motif de la condamnation de sa nièce Domitille, sa foi chrétienne, et il est donc improbable qu'il n'ait pas fourni aussi cette raison pour Titus Flavius Clemens si cela avait été un des motifs de sa condamnation. De plus, si Bruttius avait mentionné que Titus Flavius Clemens était chrétien. Eusèbe de Césarée en rapportant ses propos n'aurait pas manqué de le mentionner. Ce n'est qu'au IXe siècle qu'est mentionné pour la première fois la foi chrétienne du consul, sous la plume de Georges le Syncelle.
De Flavia Domitilla, Paul Mattéi dit : « Le christianisme de Domitille est inconnu avant Eusèbe ; l'existence d'une catacombe chrétienne, à Rome, portant son nom a pu favoriser la légende ».
Du consul Clemens et de sa femme Mattéi dit aussi : « Peut-être étaient-ils chrétiens. Mais il est bien plus plausible qu'ils aient eu des accointances judaïques ».

## Une Flavia Domitilla ou deux?

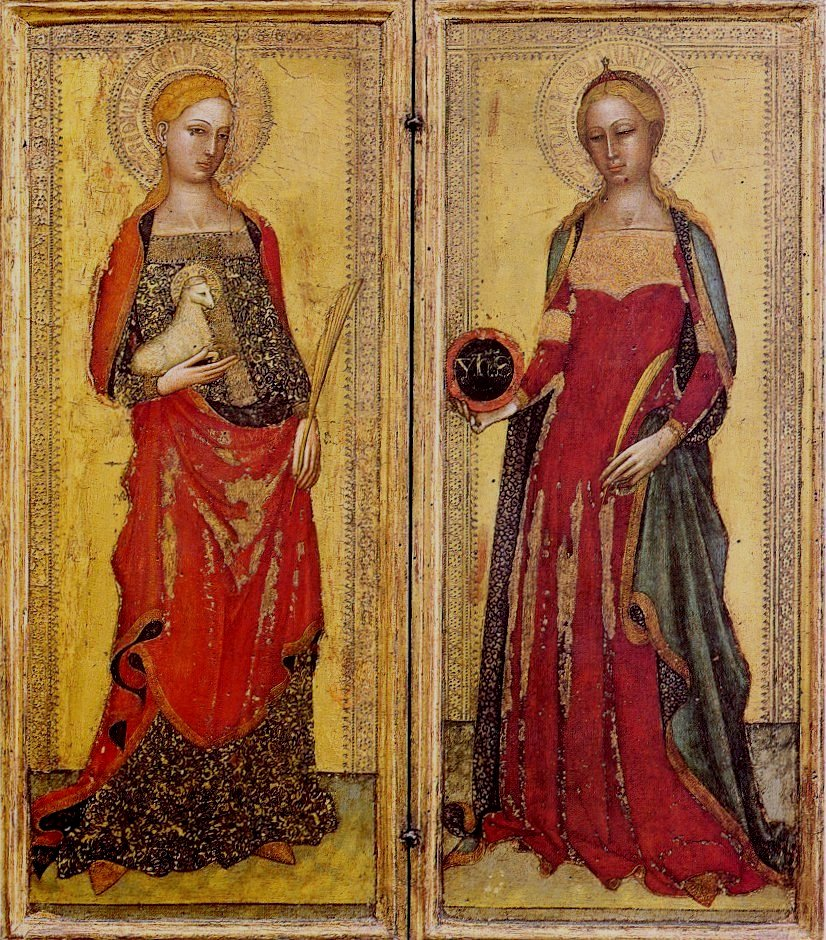
Sainte Agnès et Sainte Domitilla, huile de Andrea di Bonaiuto (1565-70)

L'existence de la première, femme de Flavius Clemens et fille d'une sœur de Domitien et de Titus, est certaine, comme dit Gsell : Dion Cassius en parle clairement, et sa parenté avec l'empereur est expliquée par Quintilien ; Philostrate, malgré son erreur (ou celle d'un copiste), dit qu'un certain Stephanus était un affranchi de la femme de Clemens, et Suétone appelle Stephanus intendant de Domitille ; aussi les inscriptions trouvées parlent précisément d'elle
L'existence séparée de la seconde est moins claire et il y a deux façons de résoudre l'apparente contradiction entre Dion Cassius et Bruttius : soit nous sommes en train de traiter de deux Flavia Domitilla et la contradiction est réelle, soit d'une seule et la contradiction n'est qu'apparente.
P. Keretzes, par exemple, suppose l'existence de la nièce de Flavius Clemens, dont parle Bruttius, distincte de l'épouse du consul, la nièce de Domitien, dont parle Dion Cassius. Selon lui il y avait dans la même famille sénatoriale deux femmes nommées Flavia Domitilla, toutes deux exilées par Domitien. Cette hypothèse est rejetée par Silvia Cappelletti. Sont partisans de l'existence de deux distinctes Flavia Domitilla victimes de Domitien Marta Sordi, Philippe Pergola et d'autres.
De l'autre côté, selon Stephen Spence et Peter Lampe, les différences entre les récits de Bruttius et de Dion Cassius ne prouvent pas qu'il y avait deux femmes. Par exemple, la proximité géographique de Pandateria et Pontia peut avoir donné origine à la confusion entre les deux îles, et Bruttius semble avoir attribué à Clemens la parenté que Domitille en réalité avait avec Domitien, Ainsi la vraie Flavia Domitilla est nièce de Domitien et, selon Spence, c'est par confusion que Bruttius l'appelle nièce de Clemens , tandis que, selon Jean Éracle, c'est par confusion que Dion Cassius appelle Pandateria l'île de l'exil de l'épouse du consul, vu que, comme informe Jérôme, c'est dans l'île de Pontia qu'on conservait la mémoire du long séjour de cette « plus illustre femme de son siècle », expression qui vise la petite-fille de Vespasien, la mère des héritiers du trône, et pas une simple nièce d'un consul.
Brian Jones note que l'idée des deux Domitille distinctes n'existait pas avant César Baronius (1538–1607),, et qu'on peut écarter la seconde sans problème. Aussi selon Leo H. Canfield il est significatif qu'aucun auteur antique mentionne ces deux Domitilla. John Granger Cook soutient que, vu qu'aucun auteur de l'Antiquité dit qu'il y avait plus d'une victime de Domitien nommée Domitilla, il faut concéder plus de crédibilité à Dion Cassius qu'à ce Bruttius cité par Eusèbe. Aussi E. Mary Smallwood considère plus crédible la version de Dion. Gsell observe que «aucun auteur, ni Dion Cassius, ni Eusèbe, ni saint Jérôme, ni le rédacteur des Actes des saints Nérée et Achillée, ne parle de deux Flavia Domitilla, et les textes qui induisent à croire à l'existence de la seconde ne semblent pas convaincants ».
Quelques-uns supposent qu'il faut corriger les textes transmis. Un scribe aurait sauté le mot « uxorem » du texte latin de Bruttius, qui serait: « Flavii Clementis uxorem ex sorore neptem » (femme de Flavius Clemens, nièce [de l'empereur] par sa sœur). Si ce qu'Eusèbe connaissait était une version grecque de cet auteur, plusieurs mots peuvent avoir été passés par erreur ; il faudrait peut-être restituer ainsi la phrase primitive : Φλαυίαν Δομετίλλαν, Φλαυίου Κλήμεντος [γυναῖκα, Δομετιανοῦ] ἐξ ἀδέλφης γεγονυΐαν (Flavia Domitilla, de Flavia Clemens [la femme, de Domitien] la fille d'une sœur). Selon Gsell, cette erreur serait l'origine du dédoublement de Flavia Domitilla. Ou il faudrait lire dans le texte d'Eusèbe, au lieu de ἐξ ἀδελφῆς γεγονυΐα (fille d'une sœur), le mot ἐξαδέλφη (cousine), qui selon Georges le Syncelle est le mot vraiment employé par Eusèbe.

## Traditions chrétiennes plus récente

### Actes des saints Nérée et Achillée

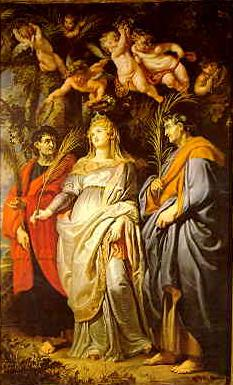
Sainte Domitille en compagnie des saints Nérée et Achillée (Pierre Paul Rubens).

Dans les Actes des saints Nérée et Achillée, œuvre anonyme du Ve ou VIe siècle, sans valeur historique, le personnage principal est une jeune fille chrétienne qui s'appelle Flavia Domitilla et qui décide de consacrer sa virginité. Son fiancé la fait exiler dans l'île de Pontia. Restée ferme dans sa détermination, elle est ensuite emmenée à Terracine et là mise à mort.
Une des informations contradictoires données par ce document concerne la parenté de cette Flavia Domitilla, qui est décrite au commencement comme nièce de l'empereur Domitien (neptem Domitiani Imperatoris) mais plus tard comme nièce du consul Clemens, fille de sa sœur Plautilla (Clementem Consulem ... cuius soror Plautilla ... cum filia sua Domitilla)
La mère de Flavia Domitilla, femme du consul Titus Flavius Clemens, est une sœur de Titus et Domitien, elle aussi appelée Flavia Domitilla et que les historiens ont pris l'habitude d'appeler Domitilla la Jeune pour la distinguer de sa mère Domitilla l'Aînée, femme de l'empereur Vespasien. Ni dans les écrits, ni dans les inscriptions épigraphiques, il n'y a le moindre indice que cette Flavia Domitilla ait pu aussi être appelée Plautilla.
La vierge Domitille des Actes des saints Nérée et Achillée n'a pas du tout le même profil que la femme du consul, mère de sept fils. Ni la Flavia Domitilla d'Eusèbe ni « la plus illustre femme de son siècle » de la lettre de Jérôme n'est pas présentée ni comme vierge ni comme martyre de sang, mais uniquement comme souffrant un « long martyre » reléguée dans une île, tandis que la Domitille des Actes se fait consacrer à Dieu par Clément de Rome, reste fidèle à son vœu malgré toutes les pressions exercées sur elle et est exécutée à Terracina par le frère de son fiancé, qui vient incendier la maison où elle est recluse avec deux autres jeunes vierges chrétiennes, car l'empereur Trajan l'a autorisé à exécuter tous ceux qui dans cette affaire refuseront de sacrifier aux dieux romains.
Andrew Cain affirme que dans cette œuvre apocryphe la martyre Domitilla d'une légende ecclésiastique antérieure est remaniée en ascète. Déjà, en parlant du « long martyre » de « Flavia Domitilla, la plus illustre femme de son siècle », dans l'île de Pontia, Jérôme la présente comme une proto-ascète chrétienne et ajoute ainsi une nuance qui est absente de sa traduction de la Chronique d'Eusèbe. « La mise en œuvre du mot cellulae par Jérôme pour décrire le mode de vie de Domitille renforce l'impression qu'il crée une proto-ascéte de sa propre initiative. En latin classique une cellula est une petite chambre (e. g. les domiciles d'esclaves), mais à partir du IVe siècle ce diminutif acquiert, dans le discours monastique chrétien le sens spécifique de cellule d'ermite, comme propagation du monachisme cénobite, il peut se référer aussi aux chambres individuelles dans un monastère. »
Mais les critiques ne parviennent pas à déterminer s'il existe un rapport entre la description ascétique de Jérôme et celle trouvée par la suite dans ces Actes des saints Nérée et Achillée ; de même, on ne sait pas si cette réinterprétation était présente dans les sources de Jérôme ou si c'est le résultat de l'influence de la tradition chrétienne un brin ascétique en cours à la fin du IVe siècle.

### Martyrologes prétridentins
Bien que Jérôme mentionne l'intérêt des gens à la fin du IVe siècle dans les « cellules » que « Flavia Domitilla, la plus illustre femme de son siècle » était censée avoir occupées pendant son exil à Pontia,,, aucune Domitille figure dans la Depositio martyrum et le Martyrologe hiéronymien,,.
Bède le Vénérable (mort en 735) dit que Flavia Domitilla, nièce de Flavius Clemens, fut exilée dans l'île de Pontia pour avoir donné témoignage de sa foi, mais ne l'inclut pas comme sainte dans son Martyrologe : en effet le premier martyrologe qui mentionne une sainte Flavia Domitilla est ce de Florus de Lyon (mort vers 860), qui lui assigne comme jour de fête le 7 mai, probablement par erreur due à une confusion avec Flavius, évêque de Nicomédie, mentionné, le même jour, dans le Martyrologe hiéronymien,,.
Cette mention de Flavia Domitilla est une des sept dans le Martyrologe de Florus empruntées des Actes des saints Nérée et Achillée

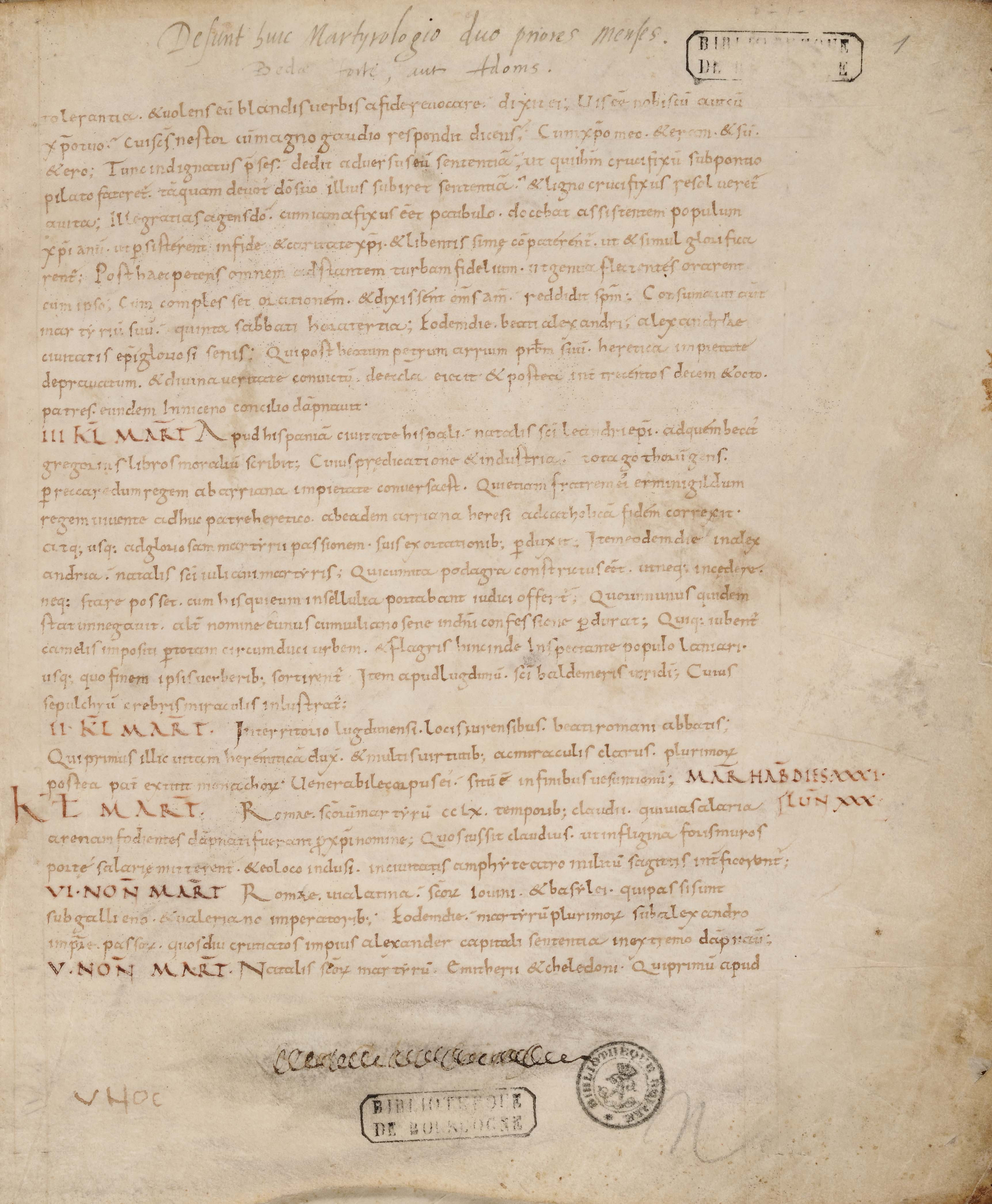
Une page du Martyrologe d'Adon

Le Martyrologe d'Adon de Vienne, lui aussi du IXe siècle, en utilisant le contenu des Actes des saints Nérée et Achillée, indique :
- le 7 mai la mort à Terracina de sainte Domitille, en la qualifiant de « vierge et martyr », c'est-à-dire comme la Domitille des Actes des saints Nérée et Achillée ;
- le 12 mai la mémoire au cimetière de Prétextat à Rome de Nérée et Achillée, « eunuques de Flavia Domitilla », donc en utilisant comme source les Actes des saints Nérée et Achillée ;
- le 15 avril « les martyrs Maron, Eutychès et Victorin, qui passèrent d'abord un long exil à l'île de Pontia avec Flavia Domitilla pour la confession du Christ, furent ensuite mis en liberté sous l'empereur Nerva et, comme ils ne cessaient point de faire des conversions, on les fit mourir par diverses sortes de supplices »;
- le 20 avril « les saints martyrs Sulpice et Servilien, convertis à la foi chrétienne par les exhortations et les miracles de la vierge sainte Flavia Domitilla (laquelle avait aussi gagné leurs fiancées Théodora et Euphrosyne à l'espoir de la vie éternelle et à la persévérance dans la virginité sainte), refusant de sacrifier aux idoles, furent décapités durant la persécution de Trajan par sentence de Anianus, préfet de la Ville. Les chrétiens volèrent leurs corps et les enterrèrent à la seconde borne milliaire de la Voie latine ».

De ce Martyrologe d'Adon, Henri Quentin dit : « Presque partout où la tradition des martyrologes a causé aux historiens de graves embarras, nous avons trouvé la main de cet auteur. [...] Adon a donc exercé sur le développement de la littérature martyrologique la plus regrettable influence ».
Le Martyrologe d'Usuard :
- le 7 mai ajoute « nièce du consul Flavius Clemens » et beaucoup d'autres informations prises surtout des Actes[72],[73];
- amplifie un très petit peu l'information du 15 avril : « les martyrs Maron, Eutychès et Victorin, qui passèrent d'abord un long exil à l'île de Pontia avec Flavia Domitilla pour la confession du Christ, furent ensuite mis en liberté sous l'empereur Nerva et, comme ils ne cessaient point de faire des conversions, on les fit mourir par diverses sortes de supplices »[74];
- abrège l'information du 20 avril, en omettant l'incise « laquelle avait aussi gagné leurs fiancées Théodora et Euphrosyne à l'espoir de la vie éternelle et à la persévérance dans la virginité sainte » et l'information sur la sépulture des saints[75];
- le 12 mai, mentionne, au lieu du cimetière de Prétextat, ce de la Via Ardeatina[76].

### Liturgie tridentine

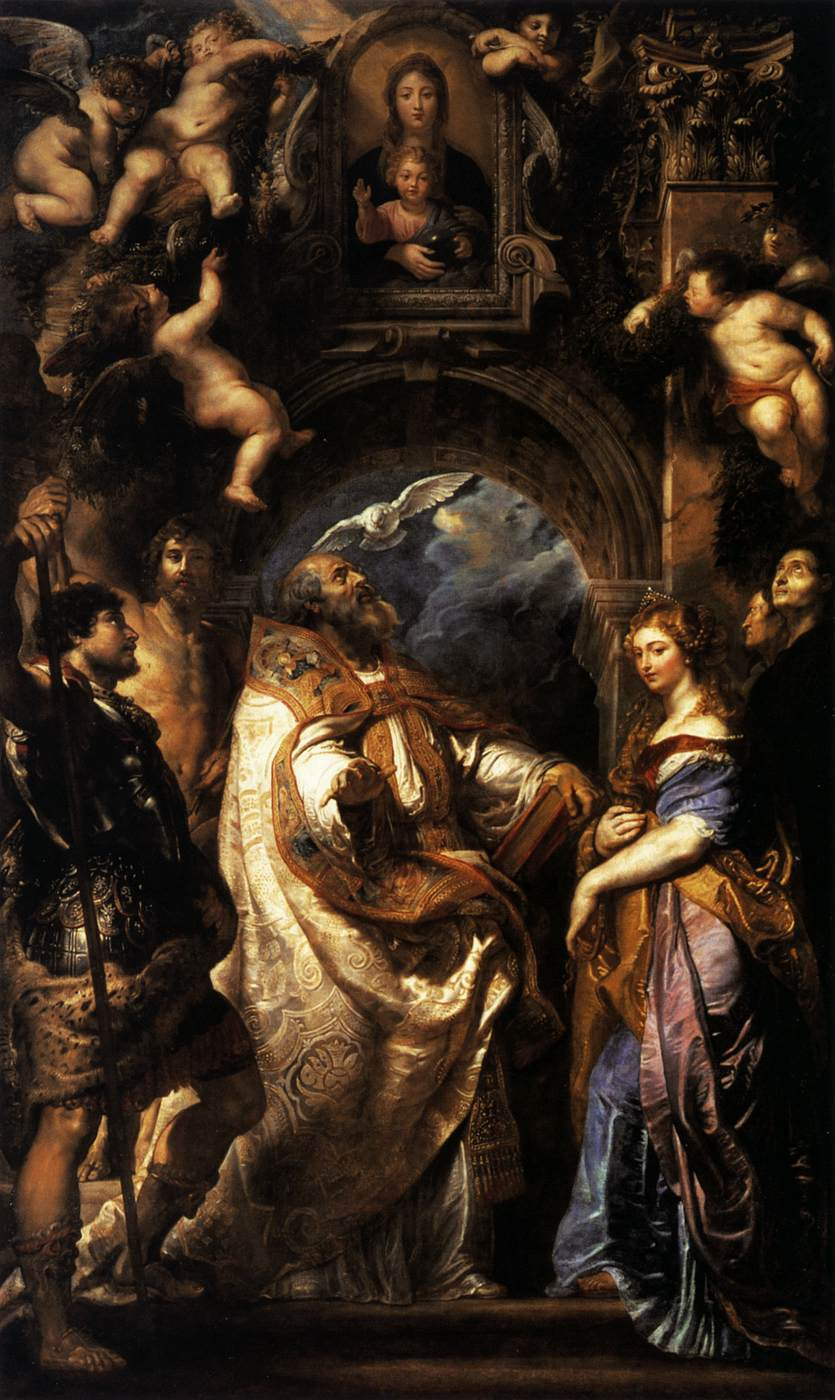
Saint Grégoire le Grand avec, d'un côté, les saints Domitille, Nérée et Achillée, et de l'autre, les saints Maur et Papien, Pierre Paul Rubens, 1607, (musée de Grenoble).

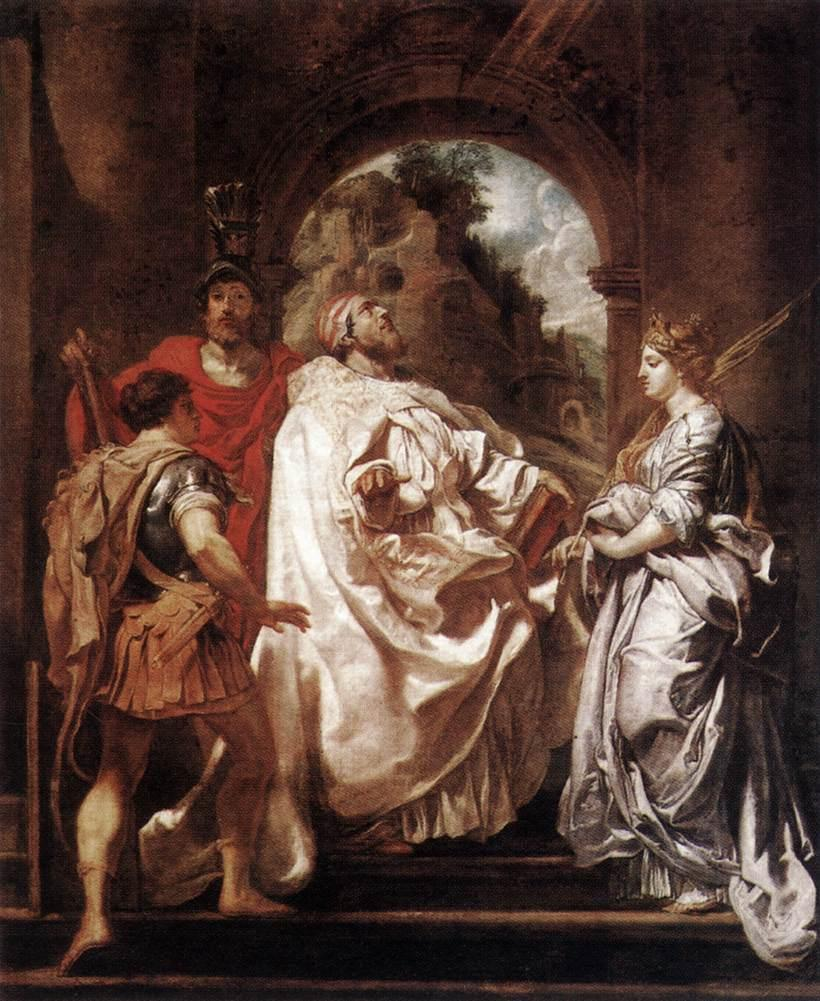
Saint Grégoire le Grand avec sainte Domitille (seule) et avec saints Maur et Papien, Pierre Paul Rubens, 1606.

En ce que concerne Domitille, le Martyrologe romain dans sa première édition (1583) reste généralement fidèle à la substance du contenu du Martyrologe d'Usuard, même quand il s'exprime un peu diversement
Le 15 avril, il spécifie, toujours sur la base des Actes des saints Nérée et Achillée, les circonstances de la mort des martyrs Maron, Eutychès et Victorin, en changeant « on les fit mourir par diverses sortes de supplices » en « le juge Valérien les fit mourir par diverses sortes de supplices dans la persécution de Trajan ».
Et le 20 mai il insère la nouveauté : « sainte Plautilla, femme consulaire, mère de sainte Flavia Domitilla, qui, baptisée par l'apôtre saint Pierre et brillant de la renommée de toutes les vertus, s'est endormie dans la paix à Rome ».
Ces textes restent sans changement quand en 1586 Caesar Baronius révise le Martyrologe romain et y ajoute des annotations. Dans son commentaire sur la mention de Flavia Domitilla le 7 mai, il déclare qu'il s'agit de la nièce de Flavius Clemens, et qu'il y avait deux femmes distinctes nommées Flavia Domitilla, l'une la nièce, l'autre (dont parlent Suétone et Dion Cassius) l'épouse du consul. Selon Brian Jones, Baronius est le premier à soutenir l'idée des deux Flavia Domitilla, la femme et la nièce du consul.
On révise le Martyrologe romain aussi sous les papes Urbain VIII, Clément X et Benoît XIV. Dans cette dernière révision (1847) on introduit le 22 juin une mention de la translation (qui a eu lieu en 1725) des reliques de Flavius Clemens dans la Basilique Saint-Clément-du-Latran : « Translatio sancti Flavii Clementis viri consularis, et Martyris, a Domitiano Imperatore pro Christi fide interempti, cujus corpus in Basilica sancti Clementis Papae nuper inventum, ibidem solemni pompa reconditum est ». Dans une révision publiée en 1956 et modifiée un peu en 1960, on change ce texte en « Translatio sancti Flavii Clementis viri Consularis et Martyris; qui, sanctae Plautillae frater et beatae Virginis et Martyris Flaviae Domitillae avunculus, a Domitiano Imperatore, quocum Consulatum gesserat, ob Christi fidem interemptus est. Ipsius porro corpus, in Basilica sancti Clementis Papae inventum, ibidem solemni pompa reconditum est »,, en affirmant une parenté entre le consul et les saintes Plautilla et Domitilla des Actes des saints Nérée et Achillée et en élevant a six les mentions de sainte Domitille dans le Martyrologe romain du XXe siècle.
Le Bréviaire romain de la même période raconte de la sainte les mêmes événements que dans les Actes des saint Nérée et Achillée, y compris son vœu de virginité et sa mort comme martyre, mais dit qu'elle est nièce des empereurs Titus et Domitien, non pas du consul Flavius Clemens,, en conformité avec ce que le document des Actes dit dans ses mots d'introduction (neptem Domitiani Imperatoris), avant de la décrire ensuite comme nièce du consul Clemens (qui n'était pas frère de Domitien). La parenté de nièce de l'empereur est précisément celle de la Flavia Domitilla, femme du consul Flavius Clemens et mère de sept enfants, indiquée dans les sources littéraires et épigraphiques de la période classique de l'Empire romain.
Aussi dans la Légende dorée de Jacques de Voragine (XIIIe siècle) c'est ainsi que Flavia Domitilla était présentée .
Le Calendrier romain général est une sélection très restreinte de saints proposés pour être célébrés liturgiquement dans tout le monde (sans exclure la célébration liturgique aussi d'autres saints inscrits dans le Martyrologe romain). En 1595 le nom de sainte Domitille a été inséré dans ce document en vue de la célébration d'elle conjointement avec les saints Nérée et Achillée et saint Pancrace de Rome le 12 mai.

## À partir du concile Vatican II
Après le Concile Vatican II l'Église catholique a entrepris une révision de ses livres liturgiques qui comprenait un examen critique des traditions concernant chacun des saints, en vue des recherches hagiographiques du XXe siècle, surtout des Bollandistes et de la Bibliotheca sanctorum de l'Université du Latran, « parce que les chrétiens contemporains veulent, justement, baser leur vénération des saints sur la vérité historique » Parmi « les saints qui présentent des graves difficultés historiques » se trouve sainte Domitille. Son nom a été retiré en 1969 du Calendrier romain général, parce que son introduction en 1595 était une nouveauté sans base dans la tradition.
Comme conséquence, on ne mentionne plus aucune sainte Domitille dans la Liturgie des Heures, ce qu'on appelait autrefois le Bréviaire.
Pour le Martyrologe romain, il fallait consacrer des années de recherches à la mise en œuvre de la décision du IIe concile œcuménique du Vatican de mettre en accord avec la réalité historique les récits du martyre et de la vie des saints. Finalement, en 2001 on publie l'édition révisée.

Depuis alors le Martyrologe romain dit, le 7 mai : 

« À Rome, commémoration de la martyre sainte Domitille, fille d'une sœur du consul Flavius Clemens, laquelle, accusée dans la persécution de l'empereur Domitien de nier les dieux étrangers, fut déportée avec des autres à l'île de Pontia, où elle passa un long martyre »

Cette description est basée sur lˊHistoire ecclésiastique d'Eusèbe de Césarée : 

« Dans ces temps-là, l'enseignement de notre foi était tellement éclatant que même les historiens étrangers à notre doctrine n'hésitent pas à rapporter dans leurs histoires la persécution et les témoignages qui y furent rendus; ils en ont indiqué la date très exactement, et ils racontent que la quinzième année de Domitien, Flavia Domitilla fille d'une sœur de Flavius Clemens, un des consuls de Rome à cette date, fut elle aussi, avec un très grand nombre d'autres, reléguée dans l'île Pontia par punition, à cause du témoignage (rendu) au Christ »

 et sur ce que dit saint Jérôme en racontant que la veuve Paula, 

« étant arrivée à l'île de Pontia, si célèbre par l'exil de Flavia Domitilla, la plus illustre femme de son siècle, laquelle y fut reléguée par l'empereur Domitien à cause qu'elle était chrétienne, et voyant les petites cellules où elle avait souffert un long martyre, il sembla que sa foi y prit des ailes, tant elle se sentit touchée du désir de voir Jérusalem et les lieux saints, »

Exactement comme dans ces deux sources, le Martyrologe romain ne dit plus rien de la virginité de Domitille, des miracles, des exhortations, des conversions qu'elle, à dire des Actes des saints Nérée et Achillée, opérait, et il présente le martyre qu'elle a subi non pas comme l'être brûlée à mort à Terracina, mais comme le long martyre de son séjour forcé sur l'île. En parlant des saints Sulpice et Servitien (le 20 avril) et Nérée et Achillée (le 12 mai), il ne mentionne plus les relations que selon ces Actes ils avaient avec Domitille. En revanche, il décrit Nérée et Achillée, comme dans la relative inscription du pape Damase Ier, comme des soldats, pas des eunuques valets de chambre d'une dame. Il parle, le 22 juin, du consul Flavius Clemens sans mentionner ni sa femme ni sa nièce. Maron, Eutychès et Victorin, qui dans ces Actes « passèrent d'abord un long exil sur l'île » avec Domitille; Théodora et Euphrosyne, vierges mortes avec elle dans l'incendie; et Plautilla, sa mère, disparaissent totalement. Bref, le Martyrologe romain du XXIe siècle ne dépend en rien des Actes des saints Nérée et Achillée.

### Liens
- Ressource relative à la religion :   - GCatholic.org
- Ressource relative aux beaux-arts :   - Sandrart.net
- Notices dans des dictionnaires ou encyclopédies généralistes :   - Brockhaus
  - Deutsche Biographie
  - Gran Enciclopèdia Catalana
  - Nationalencyklopedin
- Notices d'autorité :   - VIAF
  - GND